# Bhopal
Bhopal este un oraș în Madhya Pradesh, India.
Aici, în noaptea dintre 2 și 3 decembrie 1984, a avut loc unul dintre cele mai grave accidente industriale, soldat cu peste 15.000 de victime, eveniment cunoscut sub numele de catastrofa de la Bhopal.

## Clima
| Date climatice pentru Bhopal | Date climatice pentru Bhopal | Date climatice pentru Bhopal | Date climatice pentru Bhopal | Date climatice pentru Bhopal | Date climatice pentru Bhopal | Date climatice pentru Bhopal | Date climatice pentru Bhopal | Date climatice pentru Bhopal | Date climatice pentru Bhopal | Date climatice pentru Bhopal | Date climatice pentru Bhopal | Date climatice pentru Bhopal | Date climatice pentru Bhopal |
| Luna                         | Ian                          | Feb                          | Mar                          | Apr                          | Mai                          | Iun                          | Iul                          | Aug                          | Sep                          | Oct                          | Nov                          | Dec                          | Anual                        |
| ---------------------------- | ---------------------------- | ---------------------------- | ---------------------------- | ---------------------------- | ---------------------------- | ---------------------------- | ---------------------------- | ---------------------------- | ---------------------------- | ---------------------------- | ---------------------------- | ---------------------------- | ---------------------------- |
| Maxima medie °C (°F)         | 24.4 (75,9)                  | 28.3 (82,9)                  | 33.6 (92,5)                  | 38.3 (100,9)                 | 40.7 (105,3)                 | 37.0 (98,6)                  | 30.6 (87,1)                  | 28.8 (83,8)                  | 30.5 (86,9)                  | 32.0 (89,6)                  | 29.0 (84,2)                  | 25.3 (77,5)                  | 31,54 (88,78)                |
| Minima medie °C (°F)         | 9.4 (48,9)                   | 11.4 (52,5)                  | 17.4 (63,3)                  | 21.8 (71,2)                  | 25.5 (77,9)                  | 25.3 (77,5)                  | 23.1 (73,6)                  | 22.4 (72,3)                  | 21.4 (70,5)                  | 18.4 (65,1)                  | 12.1 (53,8)                  | 9.9 (49,8)                   | 18,18 (64,72)                |
| Precipitații mm (inches)     | 12.9 (0.508)                 | 7.8 (0.307)                  | 7.2 (0.283)                  | 4.5 (0.177)                  | 8.0 (0.315)                  | 114.0 (4.488)                | 355.8 (14.008)               | 388.4 (15.291)               | 195.8 (7.709)                | 26.2 (1.031)                 | 13.7 (0.539)                 | 12.4 (0.488)                 | 1.146,7 (45,146)             |
| Sursă: IMD                   |                              |                              |                              |                              |                              |                              |                              |                              |                              |                              |                              |                              |                              |

## Personalități născute aici
- Divyanka Tripathi (n. 1984), actriță.